# Edmond Plumier

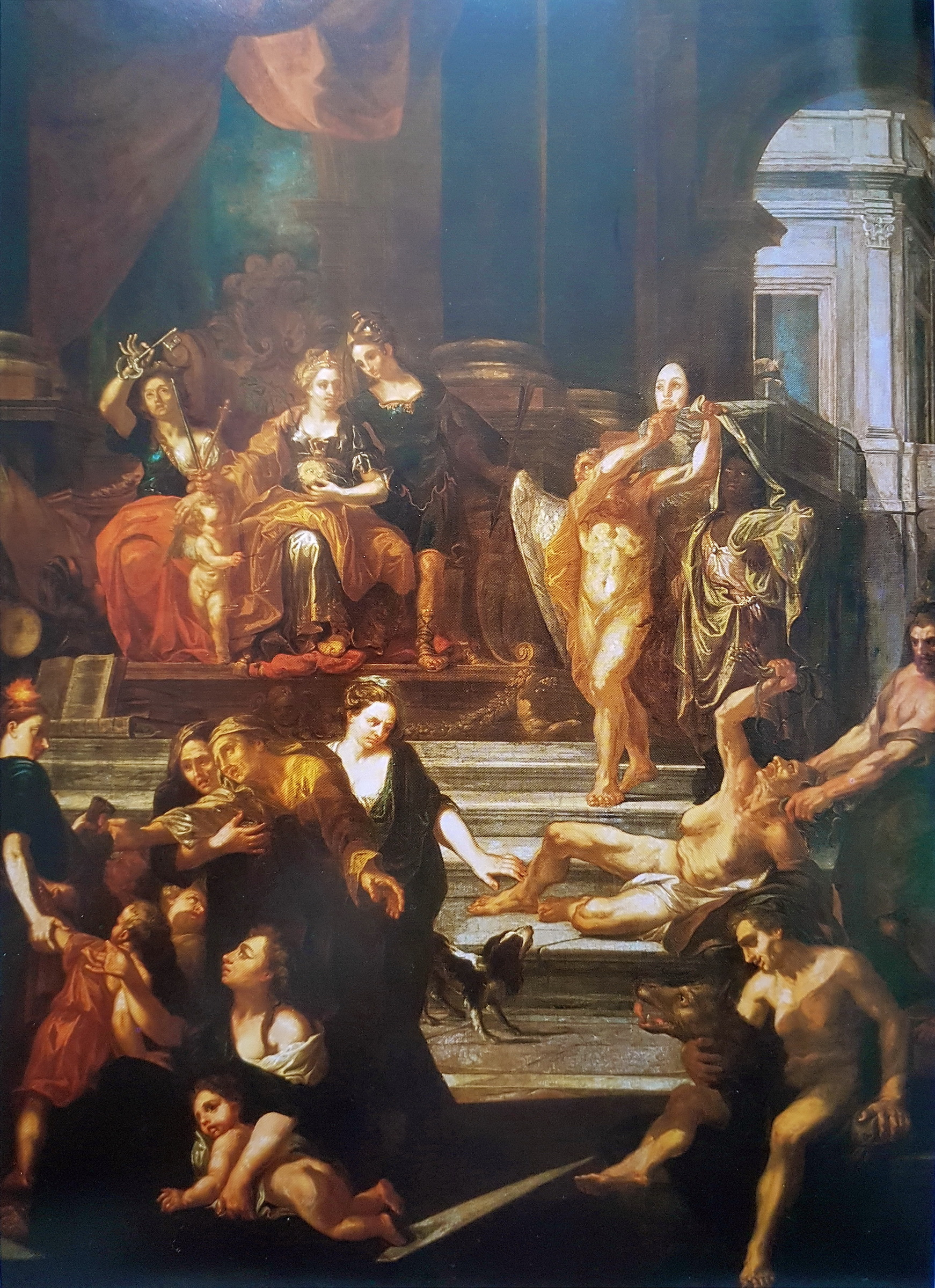
De dubbele jurisdictie (1714), schoorsteenstuk in het stadhuis van Maastricht

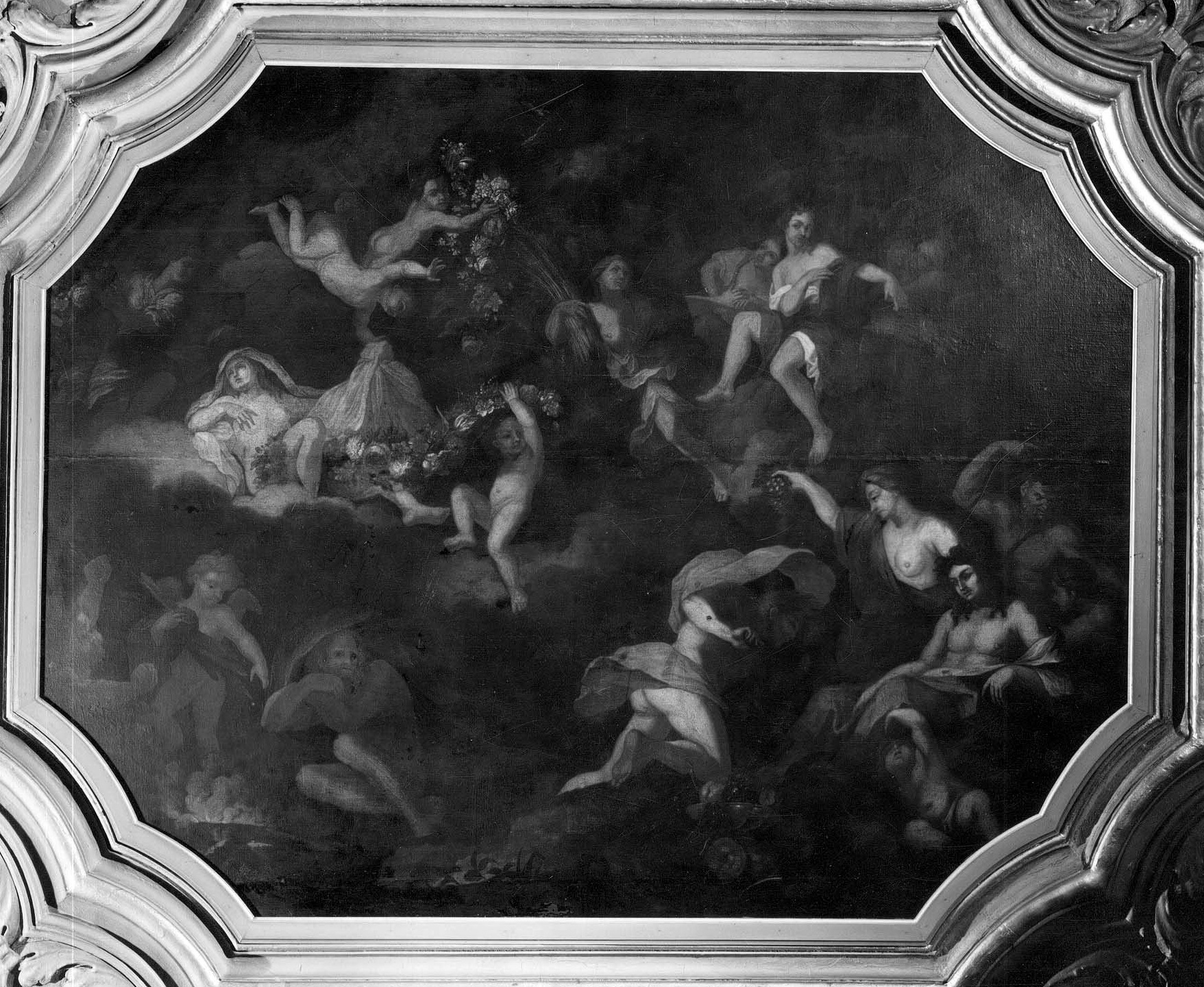
De vier seizoenen (1720), plafondschildering stadhuis van Luik

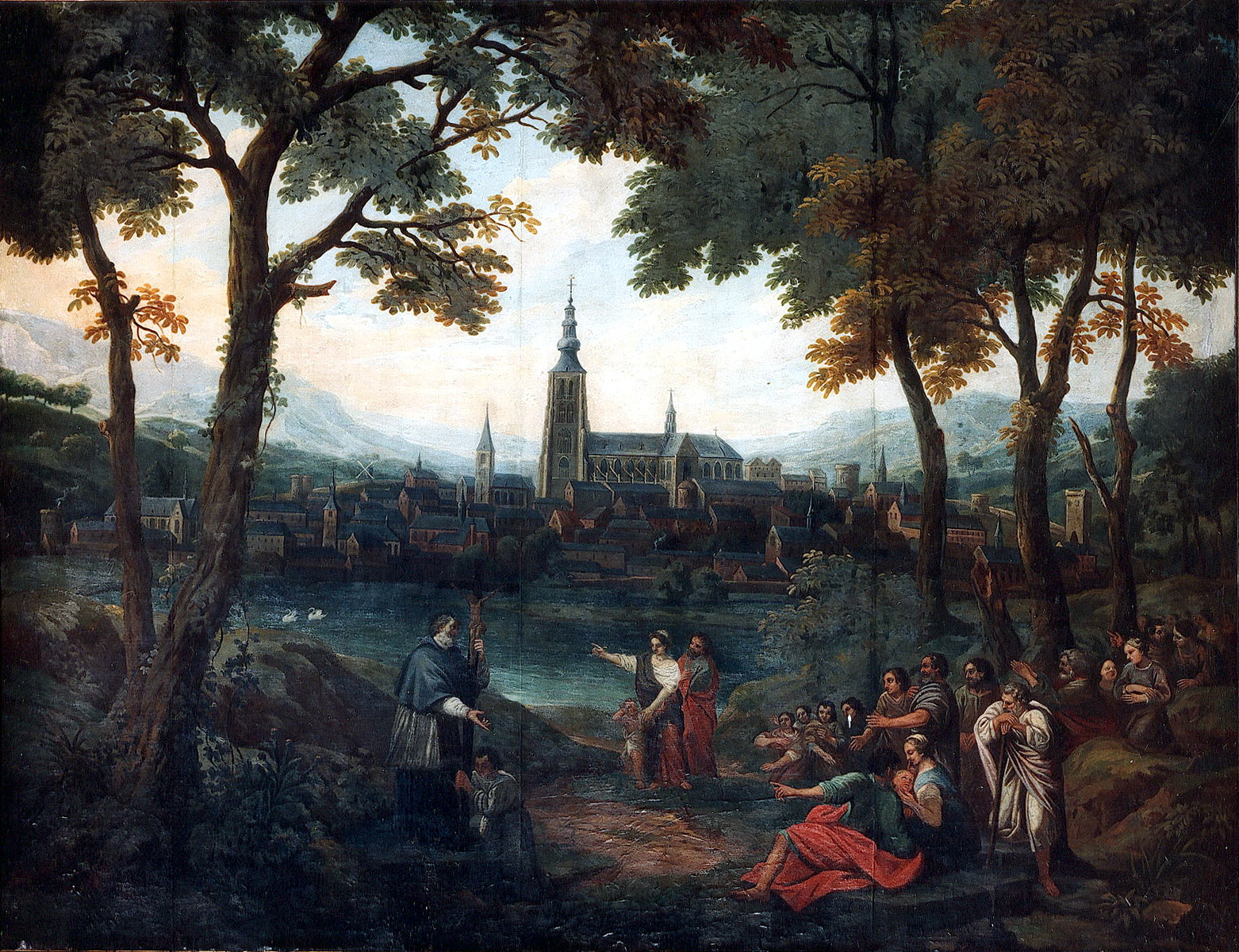
Prediking van Maternus te Tongeren (1722), Onze-Lieve-Vrouwebasiliek, Tongeren

Edmond Plumier (Luik, 8 maart 1671 - Luik, 27 december 1733) was een Luiks portretschilder en schilder van religieuze en allegorische onderwerpen uit de late 17e en vroege 18e eeuw. Samen met Jean-Baptiste Coclers, Paul-Joseph Delcloche, Nicolas de Fassin, Léonard Defrance en Pierre-Michel de Lovinfosse behoort hij tot de belangrijkste 18e-eeuwse barokschilders in het prinsbisdom Luik.

## Levensbeschrijving
Over de jeugd van Edmond Plumier is niets bekend. Hij kreeg zijn opleiding bij de Luikse schilder Englebert Fisen. Waarschijnlijk verbleef hij enige tijd te Parijs, waar hij een leerling was van Nicolas de Largillière. In Rome werkte hij enige tijd in het atelier van  Agostino Masucci. Vóór 1708 keerde hij naar het prinsbisdom Luik terug, waar hij onder andere opdracht kreeg de stadhuizen van Maastricht en Luik te decoreren. Verder werkte Plumier aan opdrachten voor diverse adellijke families, met name voor de familie D'Oultremont. In het kasteel van Warfusée bevinden zich elf schilderijen van zijn hand, waaronder drie herenportretten en zeven damesportretten van leden van de familie D'Oultremont.
Als schilder van religieuze onderwerpen kreeg Plumier opdrachten van diverse kerken in Luik en omgeving. Voor de Sint-Jacobskerk in Luik schilderde hij de Hemelvaart van de H. Benedictus, dat beschouwd werd als zijn meesterwerk. In meerdere gevallen werkte hij samen met de schilder Jean-Baptiste Juppin, waarbij Juppin de landschappen schilderde en Plumier er de figuren aan toevoegde. Zo bezit de Sint-Maartensbasiliek in Luik een viertal grote doeken van de twee schilders met episodes uit het leven van Jezus. De Onze-Lieve-Vrouwebasiliek in Tongeren bezit vijf schilderijen van de compagnons, waarvan drie het leven van Sint-Maternus tot thema hebben.
Zijn zoon, Philippe Joseph Clément Plumier (1718-?), was eveneens schilder en verbleef tussen 1739 en 1743 in Rome, waar hij waarschijnlijk, net als zijn vader, een leerling was van Agostino Masucci. Een andere schilderende zoon was Jacques Théodore Plumier. Van beiden zijn geen schilderijen bekend; van de laatste enkele tekeningen.

## Werken

### Religieuze werken[4]
- Laatste avondmaal (1708), altaarretabel Sint-Bartolomeüskerk, Luik
- Kruisiging met Maria Magdalena (1711), Sint-Remigiuskerk, Warnant
- Kruisafneming (1718), altaarretabel Sint-Remacluskerk, Luik; in 1794 door de Fransen meegenomen, in 1815 geretourneerd
- Doop van Jezus in de Jordaan, Jezus en de Samaritaanse vrouw, Tweede wonderbaarlijke visvangst en Transfiguratie van Jezus (alle met Juppin, 1719), Sint-Maartensbasiliek, Luik
- Schoorsteenstuk De kuise Suzanna (1720), commissiekamer stadhuis van Maastricht
- Petrus zendt Maternus, Eucherius en Valerius naar Tongeren, Prediking van Maternus te Tongeren, Lichaam van Maternus komt in een boot aandrijven, Maria bezoekt haar nicht Elisabeth en De vlucht naar Egypte (alle met Juppin, 1722)
- Bezoek van de H. Antonius Abt aan de H. Paulus de Kluizenaar (1722), Sint-Jan-Evangelistkerk, Blanden
- Hemelvaart van de H. Benedictus, Sint-Jacobskerk, Luik (in 1794 door de Fransen geconfisqueerd)
- Aanbidding der koningen en vier andere schilderijen, Sint-Laurentiuskerk, Luik
- Kruisiging, Sint-Ursulakerk, Luik
- Opstanding, Heilig-Kruiskerk, Luik
- Het vagevuur, Sint-Thomaskerk, Luik
- Doop van Christus, Laatste avondmaal en Martelaarschap van de H. Catherina, Sint-Catherinakerk, Luik
- Drie altaarretabels, abdijkerk van Boneffe

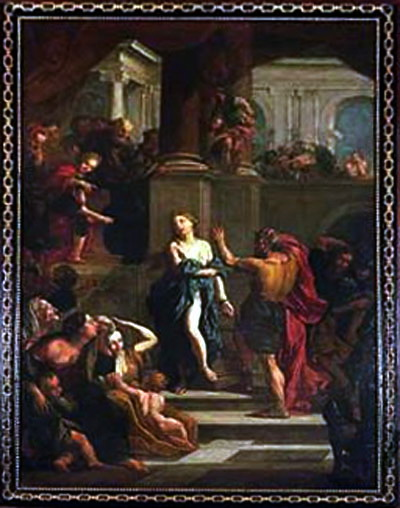
De kuise Suzanna
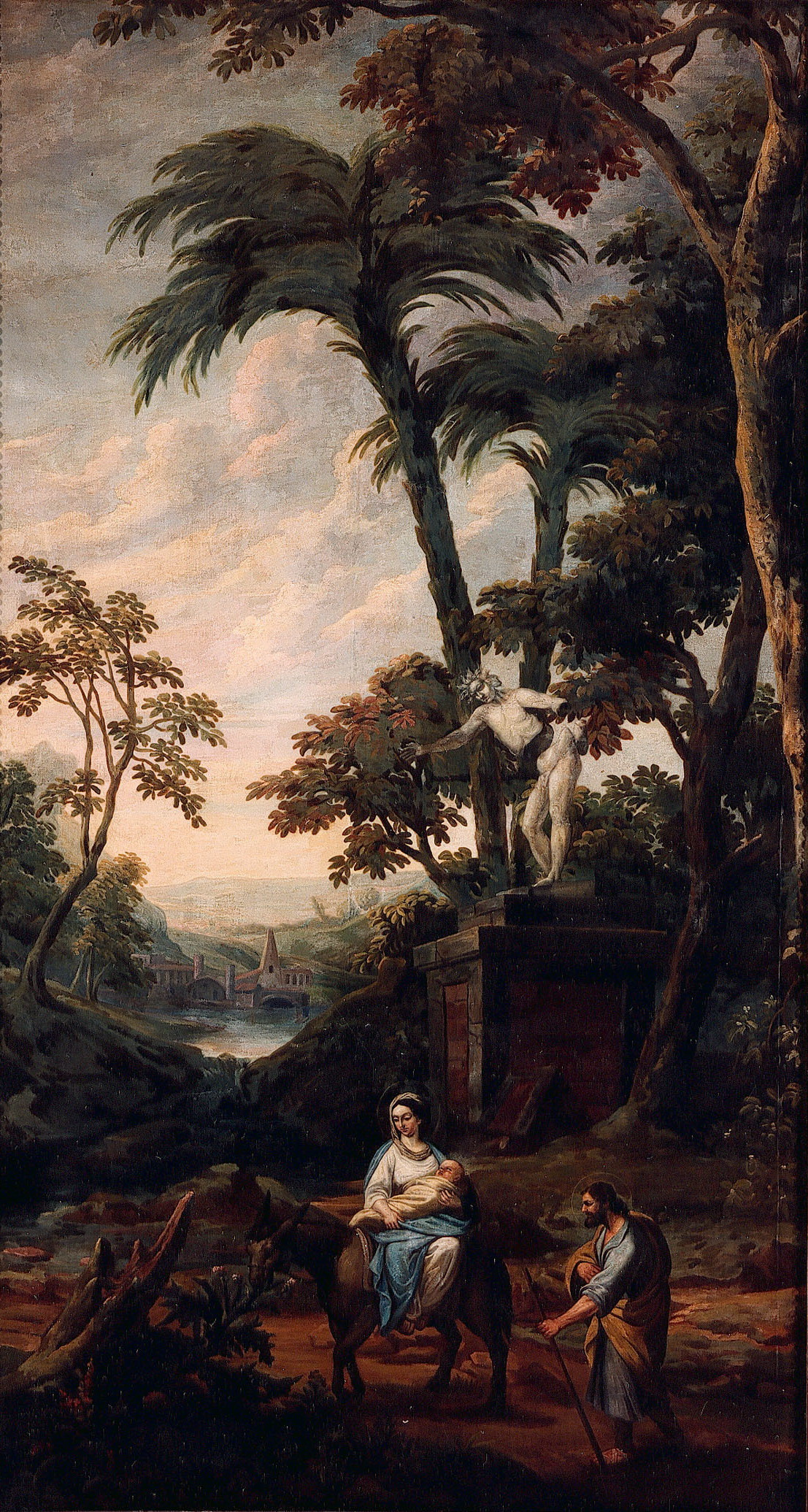
De vlucht naar Egypte
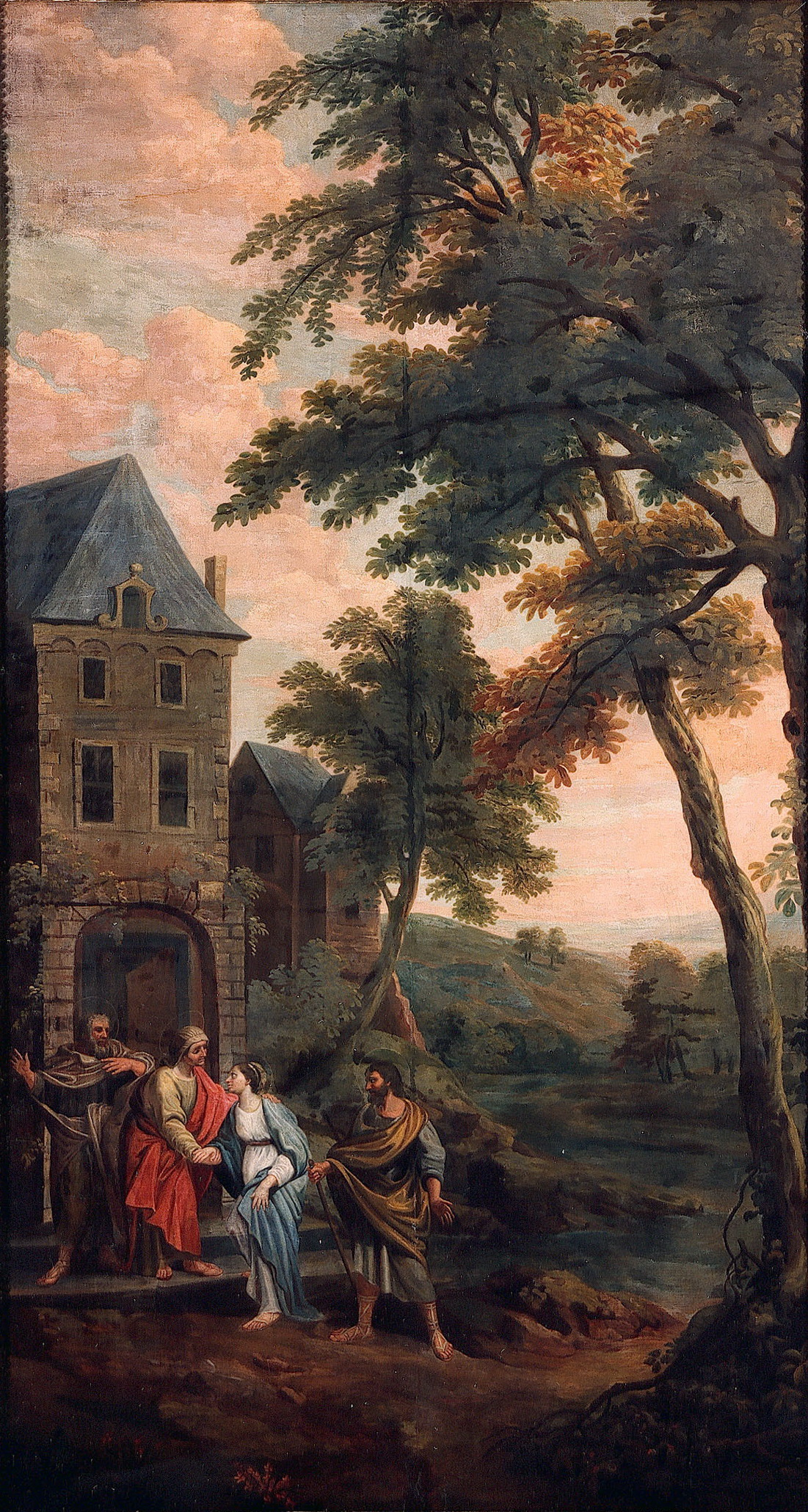
De Visitatie
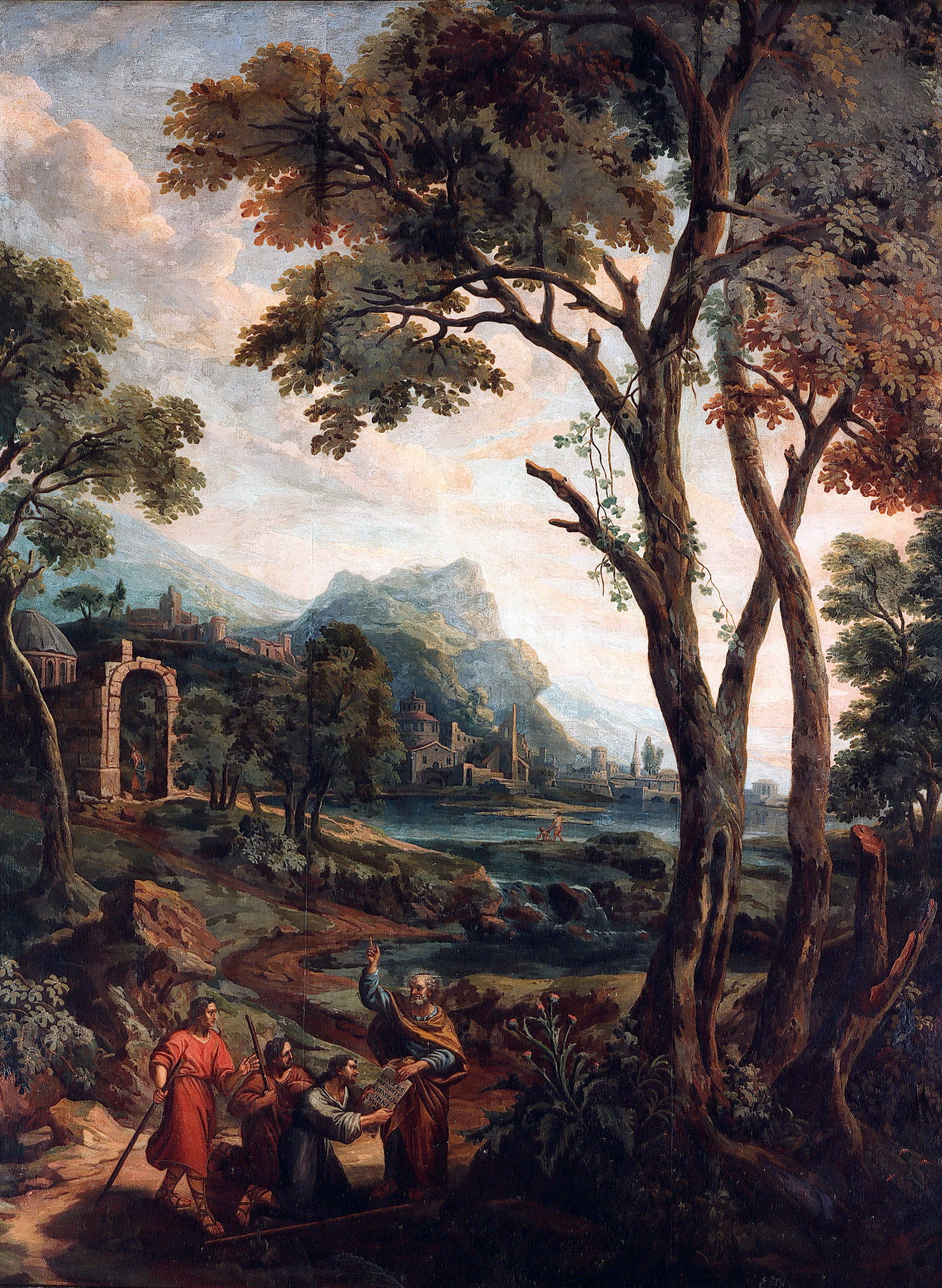
Dood van Maternus

### Portretten
- Portret van Jeanne-Olympe d'Oultremont, kanunnikes van Andenne, kasteel van Warfusée
- Portret van Jean-Baptiste d'Oultremont, burgemeester van Luik en baljuw van Moha (1714), kasteel van Warfusée
- Portret van Willem van Hessen (1720), Musée d'Ansembourg
- Portret van prins-bisschop George Lodewijk van Bergen (tekening, 1728), Prentenkabinet Museum voor Schone Kunsten, Luik
- Portret van Thomas Jean François de Strickland de Sigergh, bisschop van Namen (1729), Kasteel van Laarne
- Portret van Hubert du Château, burgemeester van Luik, Museum voor Schone Kunsten (Luik)
- Portret van de graaf van Horion, Maximiliaan-Hendrik van Horion, kasteel van Colonster
- Portret van P. Klonkert, prior van Bernardfagne, klein-seminarie van Saint-Roch

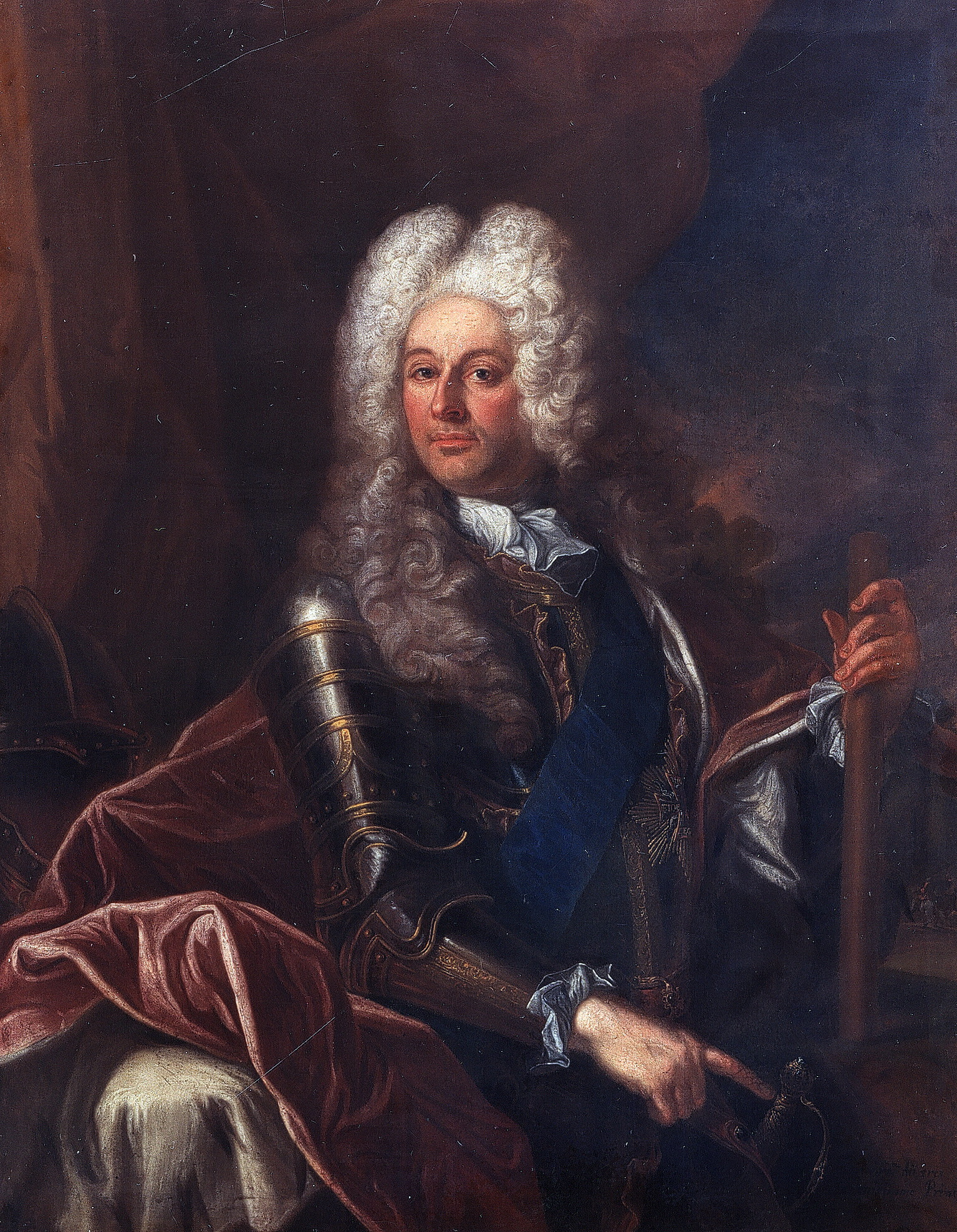
Portret Willem van Hessen
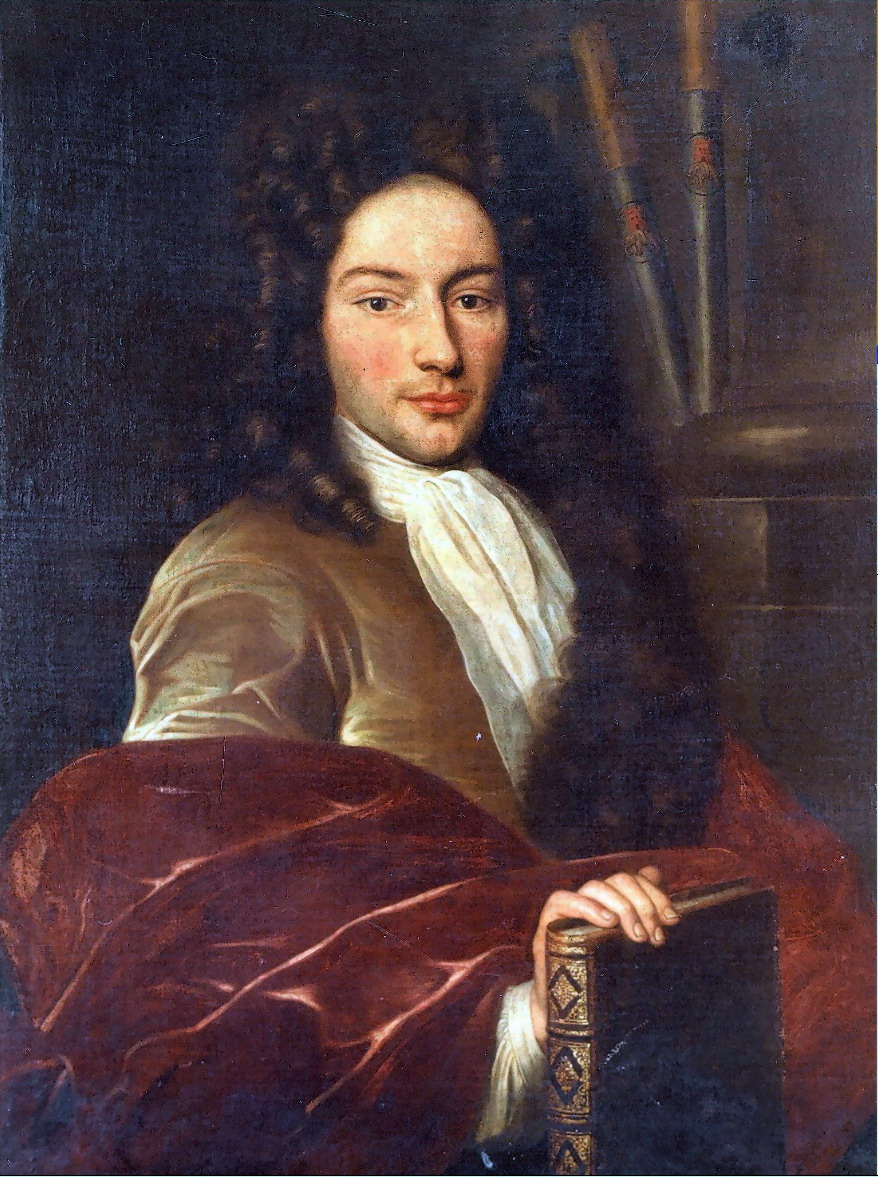
Portret Hubert du Château
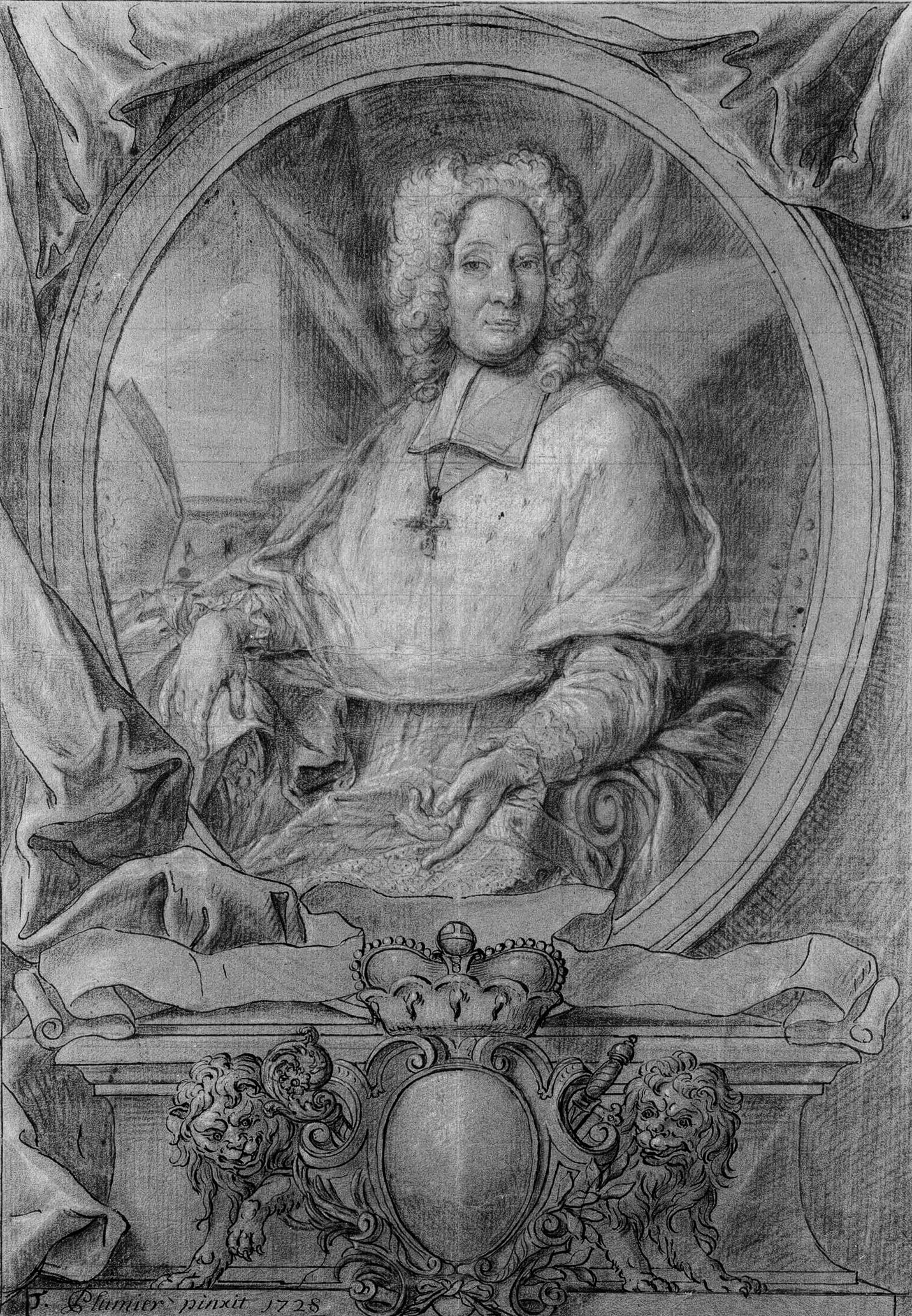
Portret George-Lodewijk van Bergen
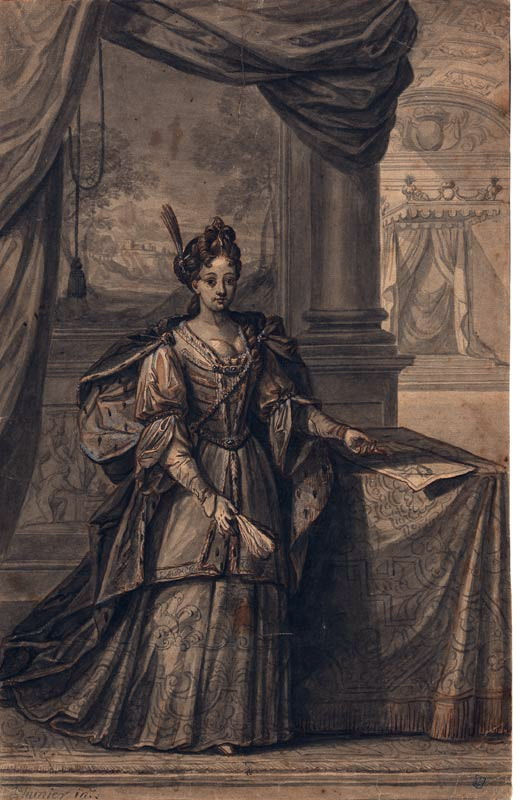
Tekening van een vrouw

### Andere werken
- Schoorsteenstuk De dubbele jurisdictie (1714), burgemeesterskamer stadhuis van Maastricht
- Allegorisch schoorsteenstuk (1720), stadhuis van Luik
- Zaaldecoratie stadhuis van Luik, samen met Jean-Baptiste Juppin (1725)
- Allegorisch schoorsteenstuk, vm. woonhuis burgemeester De Grady, Féronstrée, Luik
- Het paleis van Proserpine, kasteel van Warfusée
- Tekeningen, schetsen, voorstudies, enz., in collectie Académie royale des beaux-arts de Liège